# Walterella ocellata
Walterella ocellata là một loài bướm đêm trong họ Noctuidae.